# Magnificat (Johann Sebastian Bach)

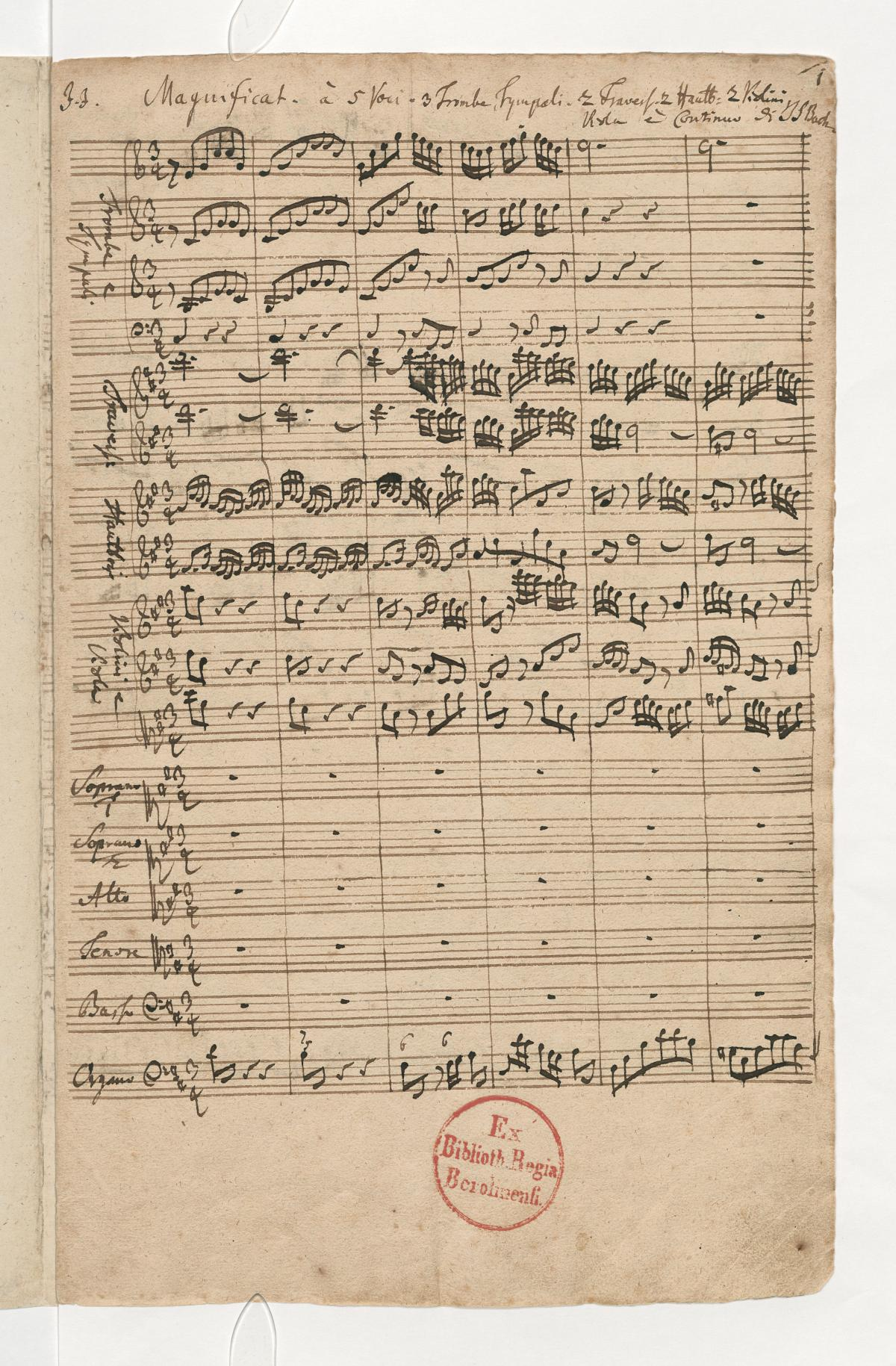
Autograph der Spätfassung in D-Dur: erste Seite der Partitur mit den ersten sechs Takten des ersten Satzes

Johann Sebastian Bachs Vertonung des lateinischen Magnificat liegt in zwei unterschiedlichen Fassungen vor. Die erste Fassung (BWV 243a) steht in Es-Dur. Sie wurde 1723 uraufgeführt. Die zweite Fassung (BWV 243) steht in D-Dur. Sie entstand in den Jahren 1732 bis 1735, am wahrscheinlichsten im Jahre 1733. Dies ist bis heute die meistgespielte Version.

## Entstehung
Traditioneller Auffassung folgend komponierte Bach die erste Fassung des Werkes in Es-Dur in der Adventszeit 1723. Demgegenüber stellte der Bach-Forscher Andreas Glöckner 2003 die Hypothese auf, sie sei bereits für eine Aufführung zum Fest Mariä Heimsuchung am 2. Juli 1723 entstanden. Der Tradition der Leipziger Kirchenmusik folgend wurden zu einer Aufführung an einem Weihnachtsfest – nicht notwendigerweise im Jahr 1723, da in diesem Jahr eine derartige Aufführung nicht belegt ist – in den lateinischen Text vier deutsche Weihnachtslieder eingeschoben. Der handschriftliche Befund des Autographen spreche nach Glöckner für eine nachträgliche Einfügung. Die vier eingeschobenen Weihnachtslieder wurden dabei in kleiner Besetzung von der kleinen, heute nicht mehr existierenden „Schwalbennest“-Empore der Thomaskirche aus musiziert. Das vierte der Lieder ist nur fragmentarisch überliefert, konnte aber rekonstruiert werden, da es in der Kantate BWV 110, Unser Mund sei voll Lachens, in Satz 5 parodiert ist.
Für die zweite Fassung in D-Dur änderte Bach die instrumentale Besetzung, entschärfte die harmonisch kühnere Fassung von 1723 in zahlreichen Details und strich die eingeschobenen Weihnachtslieder wieder.

## Besetzung
Gesangsstimmen: Sopran I/II, Alt, Tenor, Bass
Instrumente: Tromba I–III, Pauken, Flauto traverso I/II (Flauto dolce I/II in der Frühfassung), Oboe bzw. Oboe d’amore I/II, Streicher, Basso continuo

## Aufbau
Den Gepflogenheiten des Spätbarock entsprechend hat das Werk die Form einer Kantate, der Text ist also auf mehrere unterschiedlich besetzte Sätze verteilt. Die Einlagesätze der Frühfassung sind im Folgenden eingerückt dargestellt.
1. Chor: Magnificat
2. Arie (Sopran II): Et ex(s)ultavit[2] spiritus meus
A. Choralmotette: Vom Himmel hoch
3. Arie (Sopran I): Quia respexit humilitatem
4. Chor: Omnes generationes
5. Arie (Bass): Quia fecit mihi magna
B. Chor: Freut euch und jubiliert
6. Duett (Alt, Tenor): Et misericordia
7. Chor: Fecit potentiam
C. Chor: Gloria in excelsis Deo
8. Arie (Tenor): Deposuit potentes
9. Arie (Alt): Esurientes implevit bonis
D. Duett (Sopran, Bass): Virga Jesse floruit
10. Terzetto (Sopran I/II, Alt): Suscepit Israel
11. Chor: Sicut locutus est
12. Chor: Gloria Patri

## Struktur
Neben der h-Moll-Messe und den Lutherischen Messen ist Bachs Magnificat seine einzige erhaltene Vertonung eines lateinischen Textes. Das Werk, gesetzt für fünfstimmigen Chor und festliches Barockorchester mit Pauken und Trompeten, zeichnet sich durch eine symmetrische Struktur aus. Den Mittelpunkt der Komposition bildet der Chor Fecit potentiam (Nr. 7). Dieser Satz sowie die zwei Anfangssätze (Magnificat und Et ex(s)ultavit) und die zwei abschließenden Sätze (Sicut locutus est und die Doxologie Gloria) stehen in der Tonika, d. h. Es-Dur in der Fassung von 1723 bzw. D-Dur in der Fassung von 1733. Zudem wird im zweiten Teil des Gloria ab Sicut erat das musikalische Material des Eröffnungssatzes wiederholt. Die Arie Quia respexit (Nr. 3) und das Terzett Suscepit Israel (Nr. 10) verwenden die Mollparallele c-Moll (Version 1723) bzw. h-Moll (Version 1733). Dazwischen erklingen weitere Tonarten.

### Sekundärliteratur
- Rudolf Flicker, Horst Müller: Magnificat D-Dur. In: Heribert Allen, Hans Gebhard, Reinhold Stieber (Hrsg.): Chorsinfonik Werkkunde. 4. Auflage. Verband Deutscher Konzertchöre, Weimar 2017, ISBN 978-3-929698-04-6, S. 40 f.
- Christoph Rueger, Hans Gebhard: Magnificat D-Dur BWV 243. In: Hans Gebhard (Hrsg.): Harenberg Chormusikführer. Harenberg, Dortmund 1999, ISBN 3-611-00817-6, S. 75 f.
- Christoph Wolff: Johann Sebastian Bach. Aktualisierte Neuausgabe. Fischer Taschenbuch Verlag, Frankfurt am Main 2005, ISBN 3-596-16739-6, S. 311 ff.
- Peter Wollny: Magnificat. In: Silke Leopold, Ulrich Scheideler (Hrsg.): Oratorienführer. Metzler/Bärenreiter, Stuttgart/Kassel 2000, ISBN 3-476-00977-7, S. 34 f.

### Notenausgaben
- Ulrich Leisinger (Hrsg.), Paul Horn (Klavierauszug): Johann Sebastian Bach. Magnificat in D. Klavierauszug. Carus, Stuttgart 2002, ISMN 979-0-007-08988-7 (Suche im DNB-Portal).
- István Máriássy (Hrsg.): Johann Sebastian Bach. Magnificat. Klavierauszug. Könemnann, Budapest 1998, ISBN 963-9059-91-9.